# Vadis Odjidja-Ofoe
Vadis Odjidja Ofoe, född 21 februari 1989, är en belgisk fotbollsspelare som spelar för Gent.

## Karriär
Vadis Odjidja-Ofoes far är född i Ghana och hans mor är född i Belgien. Odjidja Ofoe påbörjade sin fotbollskarriär i KAA Gent vid fem års ålder.
Odjidja Ofoe spelade med Anderlechts reservlag när de vann det belgiska reservmästerskapet 2006–2007. Året 2007–2008 fick han chansen i Anderlechts A-lag. När transferfönstret öppnade i januari 2008 visade det tyska fotbollslaget Hamburger SV genast intresse och Ofoe började träna med sin nya klubb den 7 januari 2008.